# Alojz Vidovič
Alojz Vidovič, rojen v Gorci v Halozah (Kraljevina SHS) leta 1921 in umrl na Cankovi v letu 2005 (Republika Slovenija), je bil častnik notranjega ministrstva (takratne države) SFRJ, s činom komandirja mejne Policijske postaje na Cankovi in Kuzmi.

## Življenjepis
Kot peti od otrok družine Vidovič, je moral v zgodnjih letih poiskati delo pri okoliških veleposestnikih. Medtem ko pa je otroštvo preživel na majhni viničariji v Gorci. V Halozah je tudi obiskoval osnovno šolo.
Po drugi svetovni vojni je sprva začel delati kot rudar v Rudniku Mežica. Potem pa je začel svojo pot kot miličnik (policist) in svojo stalno zaposlitev našel na Policijski postaji v Apačah. V Apačah je spoznal svojo prvo ženo Amalijo Markon s katero se je poročil in imel tri otroke. Pot službovanja ga je zanesla na Cankovo, kjer je spoznal svojo drugo ženo Heleno Vogler, s katero se je po razvezi s prvo ženo, drugič poročil, s katero pa več ni imel otrok.

## Pot službovanja
Pri svojem opravljanju dela miličnika se je dodatno izobraževal v Tacnu, tako da je z leti dosegel čin komandirja.
Tekom službovanja v miličniških enotah je sodeloval pri dokončnem prijetju takratnega težko iskanega kriminalca Franca Rihtariča, sodeloval je tudi pri organiziranju varnosti za sprejem Staneta Kavčiča v Prekmurju in maršala Tita v Murski Soboti.
Organiziral je tudi delo Mejne policijske postaje na Cankovi in Kuzmi kot komandir in se je leta 1980 upokojil.

## Lastnik in upravitelj stavbnega kompleksa na Cankovi št. 23
V letu 1991 je postal lastnik in upravitelj stavbnega komleksa na Cankovi št. 23, ki je bil v lasti družine Vogler na Cankovi. Kot mož (drugič poročen) zadnje potomke družine Vogler na Cankovi, Helene Vidovič roj. Vogler, je ob njeni smrti dedoval celotno premoženje.

## Nagrajen občan Občine Cankova
V letu 2005 mu je bila podeljena zahvalna listina Občine Cankova.